# Лучіан Мурешан
Лучіа́н Муреша́н (рум. Lucian Mureşan; нар. 23 травня 1931, Фіріза, Румунія) — румунський кардинал, Верховний архієпископ Фаґараша і Альба-Юлії, глава Румунської греко-католицької церкви.

## Біографія
Народився в селі Фернезіу (сьогодні частина Бая-Маре), Румунія. Десятий з дванадцяти дітей Петру Мурешана і Марії Бребан.
Навчався у початковій школі в Фернезіу (1938—1944), а пізніше (1944—1948) — в ліцеї Ґеорґе Шінкай. Мав намір вступати до греко-католицької духовної семінарії, але в зв'язку з тим, що постановою Національних зборів Румунії у 1948 році було заборонене будь-яке навчання релігії в Румунії, З 1948 по 1951 рік навчався в деревообробному училищі в Бая-Маре. З 1951 по 1954 рік проходив обов'язкову військову службу в авіаційній школі в Турнішор (Сібіу). Після закінчення військового училища він був направлений у батальйон реактивної авіації в Крайові. У 1953 році переведений на будівництво першої ГЕС країни, в Біказ. У зв'язку з переслідуванням греко-католицької церкви в Румунії, впродовж 10 років працював робітником у кам'яному кар'єрі в Фернезіу, а згодом, аж до виходу на пенсію в 1990 році, — у департаменті доріг і мостів. Одночасно навчався в підпільній духовній семінарії.
У 1964 році румунські греко-католицькі єпископи були звільнені з в'язниці, і 19 грудня 1964 року Лучіан Мурешан отримав пресвітерські свячення з рук єпископа-помічника Марамуреського Йоана Драґоміра. Своє душпастирське служіння спочатку він здійснював підпільно, одночасно працюючи в кар'єрі, а потім у Департаменті доріг і мостів. Після смерті єпископа Драґоміра 25 квітня 1985 року він тимчасово управляв Марамуреською єпархією. Після революції 1989 року Румунська греко-католицька церква була легалізована.

## Єпископ
14 березня 1990 року Папа Римський Іван Павло II призначив Лучіана Мурешана єпископом Марамуреським. Єпископська хіротонія відбулася 27 травня того ж року в еспланаді «Пам'ятник румунським солдатам» в Бая-Маре. Головним святителем був архієпископ Фаґараша і Альба-Юлії Александру Тодя, а співсвятителями єпископ Лугозький Йоан Плоскару і архієпископ Ґвідо дель Местрі, тодішній апостольський нунцій у Німеччині, в присутності 100 священиків і понад 20000 вірних.
4 липня 1994 року Лучіан Мурешан був призначений архієпископом і митрополитом Фаґараша і Альба-Юлії, главою Румунської греко-католицької церкви. У 2003 році призначений членом Конгрегації Східних Церков. 16 грудня 2005 року Румунську греко-католицьку церкву піднесено до рангу Верховного Архієпископства, а митрополиту Фаґараша і Альба-Юлії надано сан Верховного Архієпископа.

## Кардинал
На консисторії, що відбулася 18 лютого 2012 року, Папа Римський Бенедикт XVI надав Лучіану Мурешану сан кардинала-пресвітера з титулом римської церкви Сант-Атаназіо. У зв'язку з тим, що кардиналові Мурешану вже сповнилося 80 років, він не має права брати участь у конклаві.

## Нагороди
- Офіцерський хрест ордена Зірки Румунії (6 червня 2015).[1][2]